# Fluido extracelular

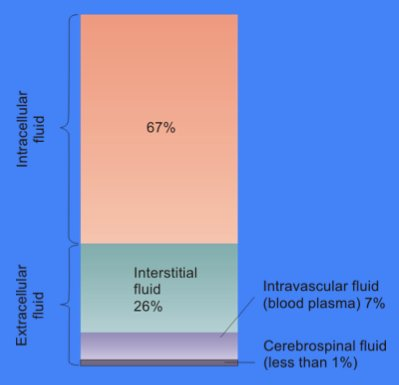
La distribución del agua corporal total en mamíferos entre el compartimento intracelular y el compartimento extracelular, que a su vez se subdivide en líquido intersticial y componentes más pequeños, como el plasma sanguíneo, el líquido cefalorraquídeo y la linfa

El líquido extracelular (ECF, del inglés Extracellular fluid) denota todo el líquido corporal fuera de las células de cualquier organismo multicelular. El agua corporal total en adultos sanos es aproximadamente el 60% (rango 45 a 75%) del peso corporal total; las mujeres y los obesos suelen tener un porcentaje menor que los hombres delgados. El líquido extracelular constituye aproximadamente un tercio del líquido corporal, los dos tercios restantes son líquido intracelular dentro de las células. El componente principal del líquido extracelular es el líquido intersticial que rodea las células. 
El líquido extracelular es el entorno interno de todos los animales multicelulares, y en aquellos animales con un sistema circulatorio sanguíneo, una proporción de este líquido es el plasma sanguíneo. El plasma y el líquido intersticial son los dos componentes que constituyen al menos el 97% de la ECF. La linfa constituye un pequeño porcentaje del líquido intersticial. La pequeña porción restante de la ECF incluye el líquido transcelular (aproximadamente 2.5%). También se puede ver que el ECF tiene dos componentes: plasma y linfa como sistema de administración, y líquido intersticial para el intercambio de agua y solutos con las células.
El líquido extracelular, en particular el líquido intersticial, constituye el medio interno del cuerpo que baña todas las células del cuerpo. Por lo tanto, la composición de ECF es crucial para sus funciones normales y se mantiene mediante una serie de mecanismos homeostáticos que implican retroalimentación negativa. La homeostasis regula, entre otros, las concentraciones de pH, sodio, potasio y calcio en el ECF. El volumen de fluidos corporales, glucosa en sangre, oxígeno y niveles de dióxido de carbono también se mantienen estrechamente homeostáticamente. 
El volumen de líquido extracelular en un hombre adulto joven de 70 kg (154 lbs) es el 20% del peso corporal, aproximadamente catorce litros. Once litros es líquido intersticial y los tres litros restantes son plasma.

## Componentes
El componente principal del líquido extracelular (ECF) es el líquido intersticial, o líquido tisular, que rodea las células del cuerpo. El otro componente principal de la ECF es el líquido intravascular del sistema circulatorio llamado plasma sanguíneo. El pequeño porcentaje restante de ECF incluye el líquido transcelular. Estos componentes a menudo se denominan compartimientos de fluidos. El volumen de líquido extracelular en un hombre adulto joven de 70 kg, es el 20% del peso corporal, aproximadamente catorce litros. 

### Líquido intersticial
El líquido intersticial es esencialmente comparable al plasma. El líquido intersticial y el plasma constituyen aproximadamente el 97% del ECF, y un pequeño porcentaje de esto es la linfa. 
El fluido intersticial es el fluido corporal entre los vasos sanguíneos y las células, que contiene nutrientes de los capilares por difusión y retiene los productos de desecho que las células descargan debido al metabolismo. Once litros de ECF es líquido intersticial y los tres litros restantes son plasma. El plasma y el líquido intersticial son muy similares porque el agua, los iones y los solutos pequeños se intercambian continuamente entre ellos a través de las paredes de los capilares, a través de poros y hendiduras capilares. 
El líquido intersticial consiste en un disolvente de agua que contiene azúcares, sales, ácidos grasos, aminoácidos, coenzimas, hormonas, neurotransmisores, glóbulos blancos y productos de desecho celular. Esta solución representa el 26% del agua en el cuerpo humano. La composición del líquido intersticial depende de los intercambios entre las células en el tejido biológico y la sangre. Esto significa que el fluido tisular tiene una composición diferente en diferentes tejidos y en diferentes áreas del cuerpo. 
El plasma que se filtra a través de los capilares sanguíneos hacia el líquido intersticial no contiene glóbulos rojos ni plaquetas, ya que son demasiado grandes para pasar, pero puede contener algunos glóbulos blancos para ayudar al sistema inmunitario. 
Una vez que el líquido extracelular se acumula en pequeños vasos (capilares linfáticos) se considera linfa, y los vasos que lo llevan de regreso a la sangre se denominan vasos linfáticos. El sistema linfático devuelve proteínas y exceso de líquido intersticial a la circulación. 
La composición iónica del líquido intersticial y el plasma sanguíneo varía debido al efecto Gibbs-Donnan. Esto causa una ligera diferencia en la concentración de cationes y aniones entre los dos compartimientos de fluido. 

### Fluido transcelular
El líquido transcelular se forma a partir de las actividades de transporte de las células y es el componente más pequeño del líquido extracelular. Estos fluidos están contenidos dentro de espacios epiteliales revestidos. Ejemplos de este líquido son líquido cefalorraquídeo, humor acuoso en el ojo, líquido seroso en las membranas serosas que recubren las cavidades corporales, perilinfa y endolinfa en el oído interno y líquido articular. Debido a las diferentes ubicaciones del líquido transcelular, la composición cambia dramáticamente. Algunos de los electrolitos presentes en el líquido transcelular son iones de sodio, iones de cloruro e iones de bicarbonato.

## Función

Detalles de la membrana celular entre el líquido extracelular e intracelular

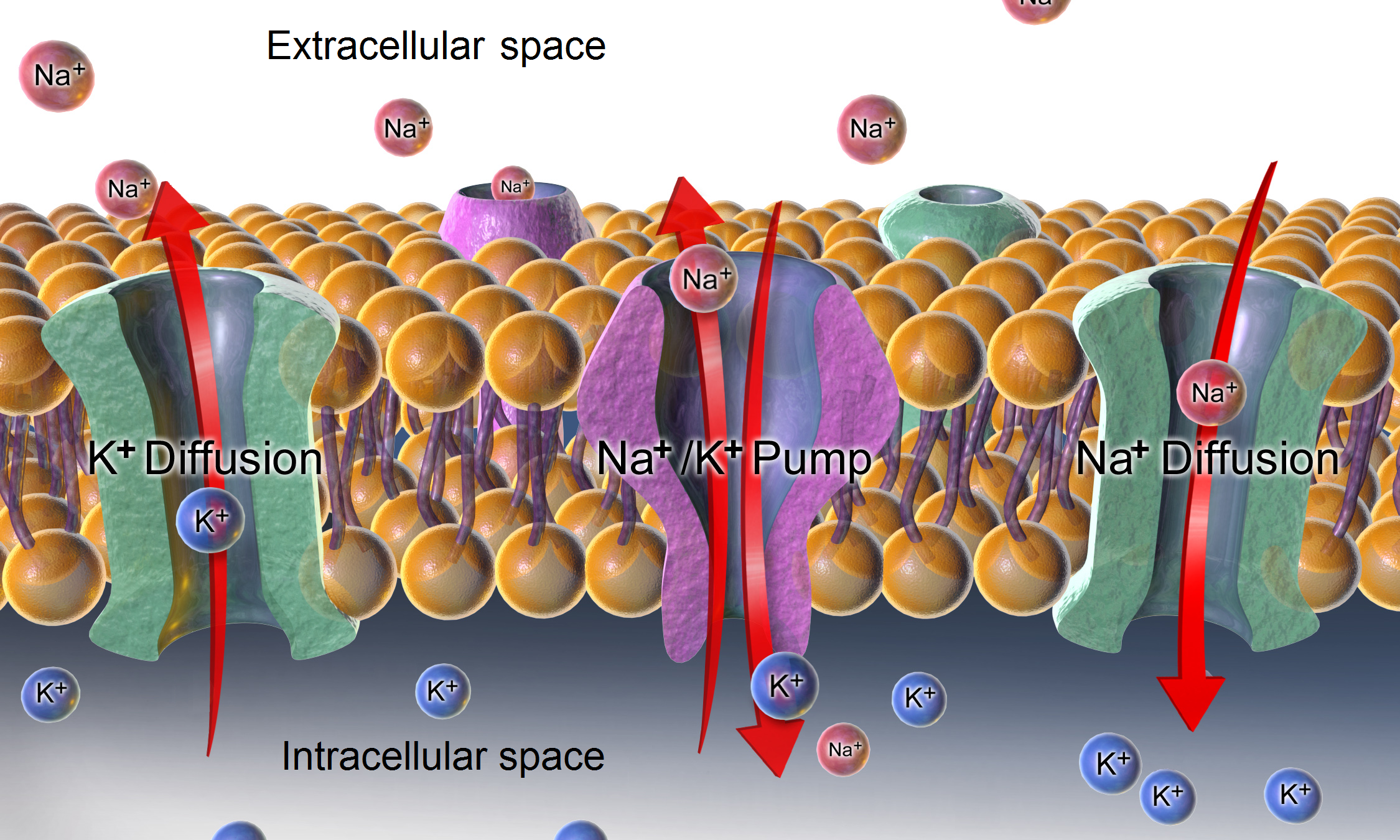
Bomba de sodio-potasio y la difusión entre el líquido extracelular y el líquido intracelular

El fluido extracelular proporciona el medio para el intercambio de sustancias entre el ECF y las células, y esto puede tener lugar mediante la disolución, mezcla y transporte en el medio fluido. Las sustancias en el ECF incluyen gases disueltos, nutrientes y electrolitos, todos necesarios para mantener la vida. El ECF también contiene materiales secretados por las células en forma soluble, pero que se fusionan rápidamente en fibras (p. Ej., Colágeno, fibras reticulares y elásticas) o precipitan en forma sólida o semisólida (por ejemplo, proteoglicanos que forman la mayor parte del cartílago y los componentes). de hueso). Estas y muchas otras sustancias se producen, especialmente en asociación con diversos proteoglicanos para formar la matriz extracelular o la sustancia de "relleno" entre las células de todo el cuerpo. Estas sustancias se encuentran en el espacio extracelular y, por lo tanto, están todas bañadas o empapadas en ECF, sin ser parte del ECF. 

## Regulación
El ambiente interno se estabiliza en el proceso de homeostasis. Los mecanismos homeostáticos complejos operan para regular y mantener estable la composición del ECF. Las células individuales también pueden regular su composición interna mediante diversos mecanismos.

Diferencias en las concentraciones de iones que dan el potencial de membrana.

Hay una diferencia significativa entre las concentraciones de iones de sodio y potasio dentro y fuera de la célula. La concentración de iones de sodio es considerablemente mayor en el líquido extracelular que en el líquido intracelular. Lo contrario es cierto para las concentraciones de iones de potasio dentro y fuera de la célula. Estas diferencias hacen que todas las membranas celulares estén cargadas eléctricamente, con la carga positiva en el exterior de las células y la carga negativa en el interior. En una neurona en reposo (que no conduce un impulso), el potencial de membrana se conoce como potencial de reposo, y entre los dos lados de la membrana es de aproximadamente -70 mV.
Este potencial es creado por las bombas de sodio-potasio en la membrana celular, que bombean iones de sodio fuera de la célula, hacia el ECF, a cambio de iones de potasio que ingresan a la célula desde el ECF. El mantenimiento de esta diferencia en la concentración de iones entre el interior de la célula y el exterior es fundamental para mantener estables los volúmenes celulares normales y también para permitir que algunas células generen potenciales de acción.
En varios tipos de células, los canales iónicos activados por voltaje en la membrana celular pueden abrirse temporalmente bajo circunstancias específicas durante unos pocos microsegundos a la vez. Esto permite una breve entrada de iones de sodio en la célula (impulsada por el gradiente de concentración de iones de sodio que existe entre el exterior y el interior de la célula). Esto hace que la membrana celular se despolarice temporalmente (pierda su carga eléctrica) formando la base de los potenciales de acción. 
Los iones de sodio en el ECF también juegan un papel importante en el movimiento del agua de un compartimento del cuerpo al otro. Cuando se segregan las lágrimas, o se forma saliva, los iones de sodio se bombean desde el ECF hacia los conductos en los que se forman y recolectan estos fluidos. El contenido de agua de estas soluciones resulta del hecho de que el agua sigue los iones de sodio (y los aniones que lo acompañan) osmóticamente. El mismo principio se aplica a la formación de muchos otros fluidos corporales. 
Los iones de calcio tienen una gran propensión a unirse a las proteínas. Esto cambia la distribución de las cargas eléctricas en la proteína, con la consecuencia de que se altera la estructura 3D (o terciaria) de la proteína. La forma normal y, por lo tanto, la función de muchas de las proteínas extracelulares, así como las porciones extracelulares de las proteínas de la membrana celular dependen de una concentración de calcio ionizado muy precisa en el ECF. Las proteínas que son particularmente sensibles a los cambios en la concentración de calcio ionizado por ECF son varios de los factores de coagulación en el plasma sanguíneo, que no funcionan en ausencia de iones de calcio, pero se vuelven completamente funcionales con la adición de la concentración correcta de sales de calcio. Los canales de iones de sodio dependientes de voltaje en las membranas celulares de los nervios y los músculos tienen una sensibilidad aún mayor a los cambios en la concentración de calcio ionizado ECF. Disminuciones relativamente pequeñas en los niveles de calcio ionizado en plasma (hipocalcemia) hacen que estos canales pierdan sodio en las células nerviosas o los axones, haciéndolos hiper excitables, causando espasmos musculares espontáneos (tetania) y parestesia (la sensación de "alfileres y agujas") de las extremidades y alrededor de la boca. Cuando el calcio ionizado en plasma se eleva por encima de lo normal (hipercalcemia), más calcio se une a estos canales de sodio que tienen el efecto contrario, causando letargo, debilidad muscular, anorexia, estreñimiento y emociones inestables.
La estructura terciaria de las proteínas también se ve afectada por el pH de la solución de baño. Además, el pH del ECF afecta la proporción de la cantidad total de calcio en el plasma que ocurre en la forma libre o ionizada, en oposición a la fracción que se une a los iones de proteínas y fosfatos. Por lo tanto, un cambio en el pH del ECF altera la concentración de calcio ionizado del ECF. Dado que el pH del ECF depende directamente de la presión parcial de dióxido de carbono en el ECF, la hiperventilación, que reduce la presión parcial de dióxido de carbono en el ECF, produce síntomas que son casi indistinguibles de las bajas concentraciones de calcio ionizado en plasma.
El sistema circulatorio "agita" constantemente el líquido extracelular, lo que garantiza que el ambiente acuoso que baña las células del cuerpo es prácticamente idéntico en todo el cuerpo. Esto significa que los nutrientes pueden secretarse en el ECF en un lugar (por ejemplo, el intestino, el hígado o las células grasas) y, en aproximadamente un minuto, se distribuirán uniformemente por todo el cuerpo. Las hormonas se propagan de manera similar rápida y uniforme a todas las células del cuerpo, independientemente de dónde se secretan en la sangre. El oxígeno captado por los pulmones del aire alveolar también se distribuye uniformemente a la presión parcial correcta a todas las células del cuerpo. Los productos de desecho también se extienden de manera uniforme a todo el ECF, y se eliminan de esta circulación general en puntos específicos (u órganos), una vez más, asegurando que generalmente no hay acumulación localizada de compuestos no deseados o excesos de sustancias esenciales (por ejemplo, sodio iones, o cualquiera de los otros componentes de la ECF). La única excepción significativa a este principio general es el plasma en las venas, donde las concentraciones de sustancias disueltas en las venas individuales difieren, en diversos grados, de las del resto del ECF. Sin embargo, este plasma está confinado dentro de las paredes impermeables de los tubos venosos y, por lo tanto, no afecta el líquido intersticial en el que viven las células del cuerpo. Cuando la sangre de todas las venas del cuerpo se mezcla en el corazón y los pulmones, las diferentes composiciones se cancelan (por ejemplo, la sangre ácida de los músculos activos es neutralizada por la sangre alcalina producida homeostáticamente por los riñones). Desde la aurícula izquierda hacia adelante, a todos los órganos del cuerpo, se restablecen los valores normales y homeostáticamente regulados de todos los componentes del ECF. 

## Interacción entre el plasma sanguíneo, el líquido intersticial y la linfa

Formación de líquido intersticial a partir de la sangre

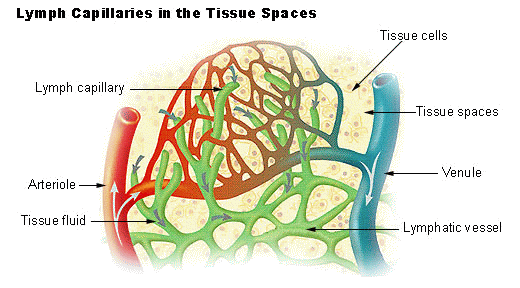
Diagrama que muestra la formación de linfa a partir del líquido intersticial (etiquetado aquí como "líquido tisular"). El líquido tisular ingresa a los extremos ciegos de los capilares linfáticos (se muestran como flechas de color verde intenso)

El plasma sanguíneo arterial, el líquido intersticial y la linfa interactúan a nivel de los capilares sanguíneos. Los capilares son permeables y el agua puede entrar y salir libremente. En el extremo arteriolar del capilar, la presión sanguínea es mayor que la presión hidrostática en los tejidos. Por lo tanto, el agua se filtrará del capilar hacia el líquido intersticial. Los poros a través de los cuales se mueve esta agua son lo suficientemente grandes como para permitir que todas las moléculas más pequeñas (hasta el tamaño de proteínas pequeñas como la insulina) también se muevan libremente a través de la pared capilar. Esto significa que sus concentraciones a través de la pared capilar se igualan y, por lo tanto, no tienen efecto osmótico (debido a la presión osmótica causada por estas pequeñas moléculas e iones, llamada presión osmótica cristaloide para distinguirla del efecto osmótico de las moléculas más grandes que no pueden moverse la membrana capilar: es la misma en ambos lados de la pared capilar). 
El movimiento del agua fuera del capilar en el extremo arteriolar hace que aumente la concentración de las sustancias que no pueden cruzar la pared capilar a medida que la sangre se mueve hacia el extremo venular del capilar. Las sustancias más importantes que se limitan al tubo capilar son la albúmina plasmática, las globulinas plasmáticas y el fibrinógeno. Ellos, y particularmente la albúmina plasmática, debido a su abundancia molecular en el plasma, son responsables de la llamada presión osmótica "oncótica" o "coloide" que atrae el agua hacia el capilar, especialmente en el extremo venular.
El efecto neto de todos estos procesos es que el agua sale y regresa al capilar, mientras que las sustancias cristaloides en los capilares y los fluidos intersticiales se equilibran. Dado que el flujo de la sangre renueva constante y rápidamente el fluido capilar, su composición domina la concentración de equilibrio que se logra en el lecho capilar. Esto asegura que el ambiente acuoso de las células del cuerpo esté siempre cerca de su entorno ideal (establecido por los homeostatos del cuerpo). 
Una pequeña proporción de la solución que se escapa de los capilares no regresa al capilar por las fuerzas osmóticas coloides. Esto equivale a entre 2-4 litros por día para el cuerpo en general. Esta agua es recolectada por el sistema linfático y finalmente se descarga en la vena subclavia izquierda, donde se mezcla con la sangre venosa que proviene del brazo izquierdo, en su camino hacia el corazón. La linfa fluye a través de los capilares linfáticos hacia los ganglios linfáticos donde las bacterias y los restos de tejido se eliminan de la linfa, mientras que se agregan varios tipos de glóbulos blancos (principalmente linfocitos) al líquido. Además, la linfa que drena el intestino delgado contiene gotas de grasa llamadas quilomicrones después de la ingestión de una comida grasosa. Esta linfa se llama quilo que tiene una apariencia lechosa e imparte el nombre lácteos (en referencia a la apariencia lechosa de su contenido) a los vasos linfáticos del intestino delgado.
El líquido extracelular puede ser guiado mecánicamente en esta circulación por las vesículas entre otras estructuras. Colectivamente, esto forma el intersticio, que puede considerarse una estructura biológica recientemente identificada en el cuerpo. Sin embargo, existe cierto debate sobre si el intersticio es un órgano.

## Principales constituyentes y características en humanos
En el siguiente recuadro se resumen los principales constituyentes del líquido extracelular humano y sus principales características físicas,  sus valores y rangos normales, y los límites mínimos y máximos que una persona puede tolerar durante un período corto de tiempo sin que se produzca la muerte. Los valores que se salen de estos límites suelen ser el resultado de una enfermedad.
| Componente                | Valor normal | Rango normal | Límites no letales aproximados | Unidades |
| ------------------------- | ------------ | ------------ | ------------------------------ | -------- |
| Oxígeno                   | 40           | 35-45        | 10-1000                        | mm Hg    |
| Dióxido de carbono        | 40           | 35-45        | 5-80                           | mm Hg    |
| Ion sodio (Na+)           | 142          | 138-146      | 115-175                        | mmol/L   |
| Ion potasio (K+)          | 4.2          | 3.8-5.0      | 1.5-9.0                        | mmol/L   |
| Ion calcio (Ca2+)         | 1.2          | 1.0-1.4      | 1.0-1.4                        | mmol/L   |
| Anión cloruro (Cl-)       | 108          | 103-112      | 70-130                         | mmol/L   |
| Anión bicarbonato (HCO3-) | 28           | 24-32        | 8-45                           | mmol/L   |
| Anión Fosfato (HPO42−)    | 1.5          | 0.8-1.4      |                                | mmol/L   |
| Glucosa                   | 85           | 75-95        | 20-1500                        | mg/dl    |
| Temperatura corporal      | 37.0         | 36.5–37.5    | 18.3-43.3                      | °C       |
| Ácido-base                | 7.4          | 7.3-7.5      | 6.9-8.0                        | pH       |